# 维克托·米哈伊洛维奇·济明
维克托·米哈伊洛维奇·济明（俄语：Виктор Михайлович Зимин；1962年8月23日—2020年11月23日），俄罗斯政治人物，曾任哈卡斯共和国首脑。

## 生平
1962年8月23日生于俄罗斯苏维埃联邦社会主义共和国克拉斯诺亚尔斯克边疆区季索斯村。父亲是俄罗斯人，母亲是德国人。1981年毕业于阿巴坎农业学院土木工程系，曾在军队服役。1983年复员后在伊尔库茨克从事建设工作。1986年任博戈托尔市建筑工程局首席工程师。1992年至2007年，担任克拉斯诺亚尔斯克铁路局阿巴坎分局副局长、建设部主任。1999年开始从事政治活动，是“团结”党哈卡斯支部的创始人之一（2001年合并为统一俄罗斯）。2007年至2009年担任第五届俄罗斯联邦国家杜马议员。2009年开始担任哈卡斯共和国首脑。2018年9月在首脑选举第一轮投票中输给科诺瓦洛夫，而直接退出第二轮投票。2019年2月，任俄罗斯铁路公司副总经理。2020年11月23日因2019冠状病毒病逝世。